# 米哈伊尔·库马宁
米哈伊尔·费奥多罗维奇·库马宁，或库满宁（俄语：Михаил Фёдорович Куманин，1895年—1965年），苏联中将，黑海舰队副司令，参加第一次世界大战和俄罗斯内战，1926年10月在国民革命军第七军（桂军）担任军事顾问，参加北伐战争，在河南战役中任贺龙顾问。1927年秋，参与贺龙等人发动的南昌起义，失败后被俘，一年后或获释回国，著有南昌起义回忆录。